# Питерс, Расселл
Расселл Доминик Питерс (англ. Russell Dominic Peters) — канадский актёр и комик.

## Биография
Питерс родился в Торонто 29 сентября 1970 года в семье индийских иммигрантов Эрика и Морин Питерс, переехавших в Канаду в 1965 году. Когда ему было 4 года, семья перебралась в Брамптон. В школе над Питерсом издевались из-за его расовой принадлежности, и ему пришлось записаться на бокс, чтобы противостоять обидчикам. В 1992 году Питерс познакомился с американским комиком Джорджом Карлином, который оказал влияние на его дальнейшую карьеру.
С 1989 года Питерс начал карьеру комика. Помимо этого, он снялся в таких фильмах, как «Исходный код» (2011), «Повар на колёсах» (2014), «Пятьдесят оттенков чёрного» (2016), и сериалах — «Жизнь в деталях», «Эволюция хип-хопа».

## Награды и номинации
| Год  | Награда                                                           | Категория                                                    | Результат |
| ---- | ----------------------------------------------------------------- | ------------------------------------------------------------ | --------- |
| 1997 | Джемини                                                           | Best Performance in a Comedy Program or Series               | Номинация |
| 2003 | Canadian Comedy Award                                             | Best Male Stand-Up                                           | Номинация |
| 2004 | Canadian Comedy Award                                             | Best Male Stand-Up                                           | Номинация |
| 2004 | Джемини                                                           | Best Individual Performance in a Comedy Program or Series    | Номинация |
| 2007 | Canadian Comedy Award                                             | Dave Broadfoot Award                                         | Победа    |
| 2008 | Canadian Comedy Award                                             | Canadian Comedy Person of the Year                           | Номинация |
| 2008 | Canadian Comedy Award                                             | Best Large Venue Stand-Up                                    | Победа    |
| 2008 | Джемини                                                           | Best Performance or Host in a Variety Program or Series      | Победа    |
| 2009 | Canadian Comedy Award                                             | Canadian Comedy Person of the Year                           | Номинация |
| 2009 | Джемини                                                           | Best Performance or Host in a Variety Program or Series      | Номинация |
| 2010 | Canadian Comedy Award                                             | Canadian Comedy Person of the Year                           | Номинация |
| 2011 | Canadian Comedy Award                                             | Canadian Comedy Person of the Year                           | Номинация |
| 2012 | Canadian Comedy Award                                             | Best Writing in a Television Program or Series               | Номинация |
| 2013 | Джемини                                                           | Best Writing in a Variety or Sketch Comedy Program or Series | Номинация |
| 2013 | Association of South Asians in Media, Marketing and Entertainment | Trailblazer Award                                            | Победа    |
| 2016 | Премия Пибоди                                                     | Премия Пибоди                                                | Победа    |
| 2017 | Международная премия Эмми                                         | Best Arts Programming                                        | Победа    |

## Личная жизнь
Питерс — католик.
В 2010 году он женился на Монике Диас. В том же году у них родилась дочь, Кристианна Мари Питерс. В марте 2012 года комик сообщил о разводе. В апреле 2019 года у Питерса родился сын от Дженнифер Андраде, с которой актёр расстался на следующий год. В феврале 2022 года Питерс женился на девушке по имени Али.